# Bundesstraße 99
Pour les articles homonymes, voir B99 et Route 99.
La Bundesstraße 99 (abrégé en B 99) est une Bundesstraße reliant Zittau à Görlitz.

## Localités traversées
- Zittau
- Ostritz
- Görlitz